# Macroglossum sitiene
Macroglossum sitiene är en fjärilsart som beskrevs av Walker 1856. Macroglossum sitiene ingår i släktet Macroglossum och familjen svärmare. Inga underarter finns listade i Catalogue of Life.

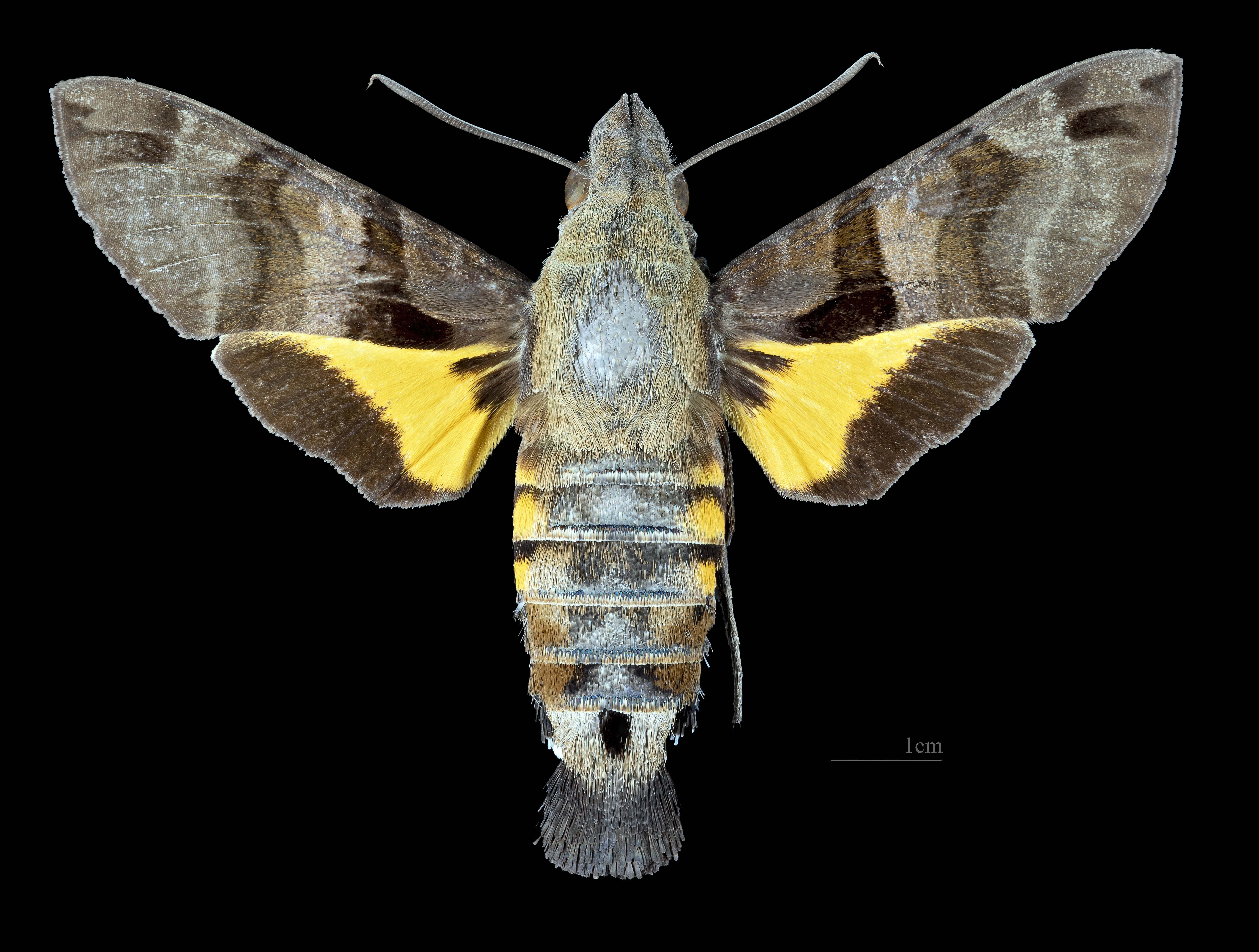
Macroglossum sitiene ♂
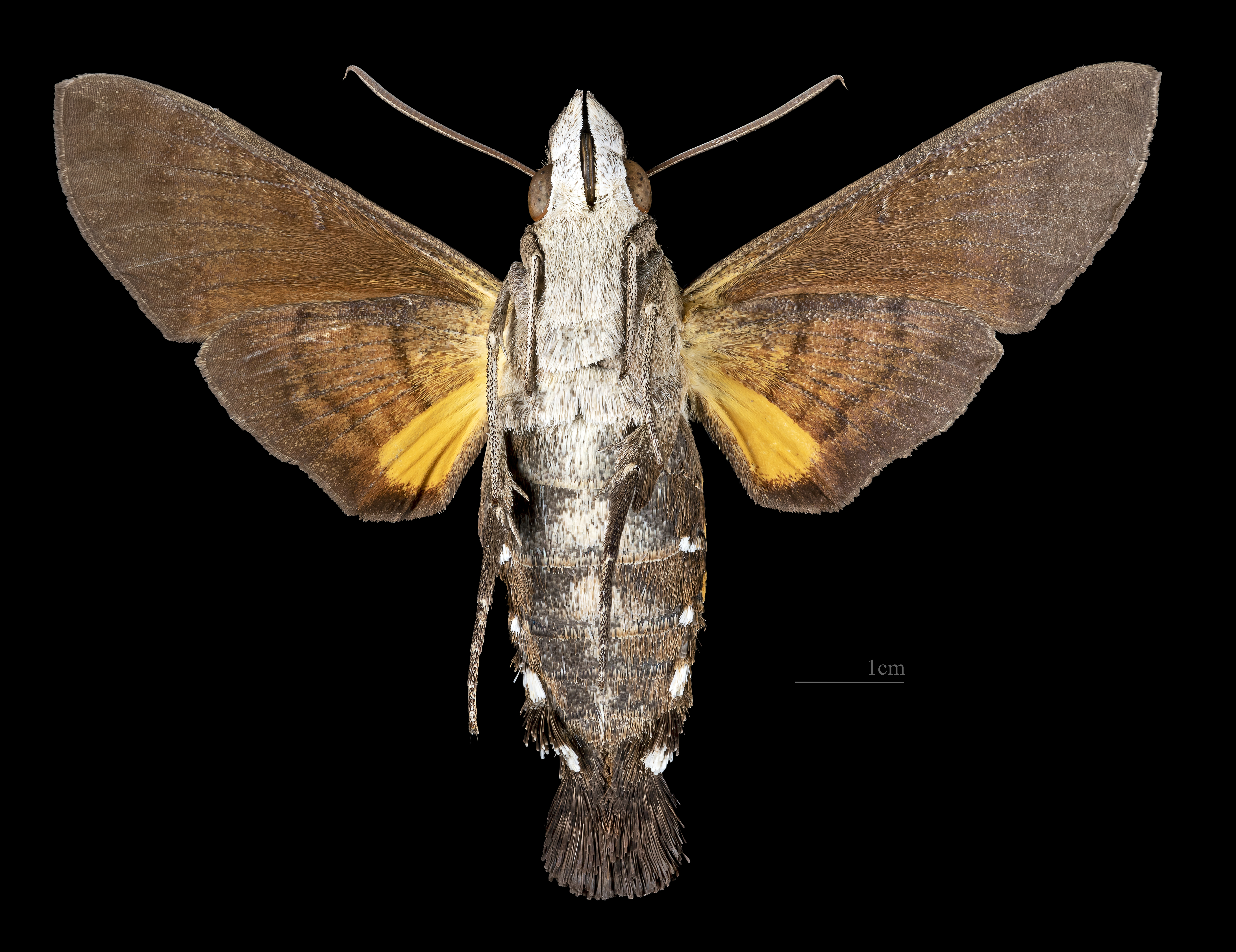
Macroglossum sitiene♂   △